# 三方村 (福井県)
三方村（みかたむら）は福井県丹生郡にあった村。現在の福井市の南西部、日野川と志津川の合流点の周辺にあたる。

## 地理
- 河川：日野川、志津川

## 歴史
- 1889年（明治22年）4月1日 - 町村制の施行により、朝宮村、片粕村、竹生村、三留村、杉谷村、田尻栃谷村、清水尻村及び猿和田村の区域をもって、三方村が発足する。
- 1955年（昭和30年）7月28日 - 天津村、志津村及び三方村が合併して、清水町が発足する。